# Coppa Sudamericana 2011
La Coppa Sudamericana 2011 è stata la decima edizione del torneo. Il Club Universidad de Chile ha vinto il trofeo per la prima volta, battendo in finale la LDU Quito. Alla manifestazione hanno partecipato 39 squadre.

## Squadre qualificate
| Paese                 | Squadra (posto)                  | Metodo di qualificazione |
| --------------------- | -------------------------------- | ------------------------ |
| Argentina 6 + 1 posti | Argentinos Juniors (Argentina 1) |                          |
| Argentina 6 + 1 posti | Lanús (Argentina 2)              |                          |
| Argentina 6 + 1 posti | Estudiantes (LP) (Argentina 3)   |                          |
| Argentina 6 + 1 posti | Godoy Cruz (Argentina 4)         |                          |
| Argentina 6 + 1 posti | Arsenal Sarandí (Argentina 5)    |                          |
| Argentina 6 + 1 posti | Vélez Sarsfield (Argentina 6)    |                          |
| Argentina 6 + 1 posti | Independiente (Argentina 7)      | Campione in carica       |
| Bolivia 3 posti       | San José (Bolivia 1)             |                          |
| Bolivia 3 posti       | The Strongest (Bolivia 2)        |                          |
| Bolivia 3 posti       | Aurora (Bolivia 3)               |                          |
| Brasile 8 posti       | Flamengo (Brasile 1)             |                          |
| Brasile 8 posti       | Ceará (Brasile 2)                |                          |
| Brasile 8 posti       | Botafogo (Brasile 3)             |                          |
| Brasile 8 posti       | Atlético Mineiro (Brasile 4)     |                          |
| Brasile 8 posti       | Athl. Paranaense (Brasile 5)     |                          |
| Brasile 8 posti       | Vasco da Gama (Brasile 6)        |                          |
| Brasile 8 posti       | San Paolo (Brasile 7)            |                          |
| Brasile 8 posti       | Palmeiras (Brasile 8)            |                          |
| Cile 3 posti          | Universidad Católica (Cile 1)    |                          |
| Cile 3 posti          | Dep. Iquique (Cile 2)            |                          |
| Cile 3 posti          | Universidad de Chile (Cile 3)    |                          |
| Colombia 3 posti      | La Equidad (Colombia 1)          |                          |
| Colombia 3 posti      | Ind. Santa Fe (Colombia 2)       |                          |
| Colombia 3 posti      | Deportivo Cali (Colombia 3)      |                          |
| Ecuador 3 posti       | Deportivo Quito (Ecuador 1)      |                          |
| Ecuador 3 posti       | LDU Quito (Ecuador 2)            |                          |
| Ecuador 3 posti       | Emelec (Ecuador 3)               |                          |
| Paraguay 3 posti      | Olimpia (Paraguay 1)             |                          |
| Paraguay 3 posti      | Nacional (Paraguay 2)            |                          |
| Paraguay 3 posti      | Libertad (Paraguay 3)            |                          |
| Perù 3 posti          | U. César Vallejo (Perù 1)        |                          |
| Perù 3 posti          | Juan Aurich (Perù 2)             |                          |
| Perù 3 posti          | Universitario (Perù 3)           |                          |
| Uruguay 3 posti       | Bella Vista (Uruguay 1)          |                          |
| Uruguay 3 posti       | Fénix (Uruguay 2)                |                          |
| Uruguay 3 posti       | Nacional (Uruguay 3)             |                          |
| Venezuela 3 posti     | Yaracuyanos (Venezuela 1)        |                          |
| Venezuela 3 posti     | Dep. Anzoátegui (Venezuela 2)    |                          |
| Venezuela 3 posti     | Trujillanos (Venezuela 3)        |                          |

## Turni preliminari

### Primo turno
Le gare si sono giocate tra il 2 e il 25 agosto 2011.
| Squadra 1                 | Totale | Squadra 2            | Andata | Ritorno |
| ------------------------- | ------ | -------------------- | ------ | ------- |
| San José                  | 0 – 1  | Nacional Asunción    | 0 – 0  | 0 – 1   |
| Universidad César Vallejo | 1 – 3  | Santa Fe             | 1 – 1  | 0 – 2   |
| Universidad de Chile      | 1 – 0  | Fénix                | 1 – 0  | 0 – 0   |
| Deportivo Quito           | 1 – 2  | Deportivo Anzoátegui | 1 – 0  | 0 – 2   |
| Olimpia                   | 3 – 2  | The Strongest        | 2 – 0  | 1 – 2   |
| La Equidad                | 4 – 1  | Juan Aurich          | 2 – 0  | 2 – 1   |
| Bella Vista               | 1 – 4  | Universidad Catolica | 1 – 1  | 0 – 3   |
| Yaracuyanos               | 1 – 2  | LDU Quito            | 1 – 1  | 0 – 1   |

### Secondo turno
Le gare si sono giocate tra il 10 agosto e il 22 settembre 2011.
| Squadra 1            | Totale            | Squadra 2           | Andata | Ritorno |
| -------------------- | ----------------- | ------------------- | ------ | ------- |
| Argentinos Juniors   | 0 – 4             | Vélez Sársfield     | 0 – 0  | 0 – 4   |
| Universidad de Chile | 3 – 0             | Nacional Montevideo | 1 – 0  | 2 – 0   |
| Vasco da Gama        | 3 – 3 (gfc)       | Palmeiras           | 2 – 0  | 1 – 3   |
| La Equidad           | 0 – 2             | Libertad            | 0 – 1  | 0 – 1   |
| Deportivo Anzoátegui | 1 – 4             | Universitario       | 1 – 2  | 0 – 2   |
| Arsenal Sarandí      | 2 – 1             | Estudiantes         | 2 – 0  | 0 – 1   |
| Santa Fe             | 2 – 2 (6 – 5 dtr) | Deportivo Cali      | 1 – 1  | 1 – 1   |
| Atlético Mineiro     | 1 – 3             | Botafogo            | 1 – 2  | 0 – 1   |
| Olimpia              | 4 – 2             | Emelec              | 2 – 1  | 2 – 1   |
| Lanús                | 2 – 2 (gfc)       | Godoy Cruz          | 2 – 2  | 0 – 0   |
| LDU Quito            | 5 – 1             | Trujillanos         | 4 – 1  | 1 – 0   |
| Ceará                | 2 – 4             | San Paolo           | 2 – 1  | 0 – 3   |
| Nacional Asunción    | 3 – 6             | Aurora              | 1 – 1  | 2 – 5   |
| Flamengo             | 2 – 0             | Atlético Paranaense | 1 – 0  | 1 – 0   |
| Universidad Catolica | 2 – 1             | Deportes Iquique    | 2 – 1  | 0 – 0   |

## Fase finale

### Tabellone
|  | Ottavi di finale | Ottavi di finale | Ottavi di finale | Ottavi di finale |                 |                 | Quarti di finale | Quarti di finale | Quarti di finale |  |                 | Semifinali | Semifinali | Semifinali |  |           | Finale | Finale | Finale |
|  |                  |                  |                  |                  |                 |                 |                  |                  |                  |  |                 |            |            |            |  |           |        |        |        |
|  | 1                | Vélez Sársfield  | 2                | 1                |                 |                 |                  |                  |                  |  |                 |            |            |            |  |           |        |        |        |
|  | 16               | Univ. Catolica   | 0                | 1                |                 |                 |                  |                  |                  |  |                 |            |            |            |  |           |        |        |        |
|  | 16               | Univ. Catolica   | 0                | 1                |                 | Vélez Sársfield | 1                | 3                |                  |  |                 |            |            |            |  |           |        |        |        |
|  |                  |                  |                  |                  |                 | Vélez Sársfield | 1                | 3                |                  |  |                 |            |            |            |  |           |        |        |        |
|  |                  | Santa Fe         | 1                | 2                |                 |                 |                  |                  |                  |  |                 |            |            |            |  |           |        |        |        |
|  | 8                | Santa Fe         | 1                | 2                | Santa Fe        | 1               | 4                |                  |                  |  |                 |            |            |            |  |           |        |        |        |
|  | 8                |                  |                  |                  | Santa Fe        | 1               | 4                |                  |                  |  |                 |            |            |            |  |           |        |        |        |
|  | 9                | Botafogo         | 1                | 1                |                 |                 |                  |                  |                  |  |                 |            |            |            |  |           |        |        |        |
|  | 9                | Botafogo         | 1                | 1                |                 |                 |                  |                  |                  |  | Vélez Sársfield | 0          | 0          |            |  |           |        |        |        |
|  |                  |                  |                  |                  |                 |                 |                  |                  |                  |  | Vélez Sársfield | 0          | 0          |            |  |           |        |        |        |
|  |                  | LDU Quito        | 2                | 1                |                 |                 |                  |                  |                  |  |                 |            |            |            |  |           |        |        |        |
|  | 5                | LDU Quito        | 2                | 1                | Independiente   | 0               | 1                |                  |                  |  |                 |            |            |            |  |           |        |        |        |
|  | 5                |                  |                  |                  | Independiente   | 0               | 1                |                  |                  |  |                 |            |            |            |  |           |        |        |        |
|  | 12               | LDU Quito        | 2                | 0                |                 |                 |                  |                  |                  |  |                 |            |            |            |  |           |        |        |        |
|  | 12               | LDU Quito        | 2                | 0                |                 | LDU Quito       | 1                | 0 (5)            |                  |  |                 |            |            |            |  |           |        |        |        |
|  |                  |                  |                  |                  |                 | LDU Quito       | 1                | 0 (5)            |                  |  |                 |            |            |            |  |           |        |        |        |
|  |                  | Libertad         | 0                | 1 (4)            |                 |                 |                  |                  |                  |  |                 |            |            |            |  |           |        |        |        |
|  | 4                | Libertad         | 0                | 1 (4)            | Libertad        | 0               | 2                |                  |                  |  |                 |            |            |            |  |           |        |        |        |
|  | 4                |                  |                  |                  | Libertad        | 0               | 2                |                  |                  |  |                 |            |            |            |  |           |        |        |        |
|  | 13               | San Paolo        | 1                | 0                |                 |                 |                  |                  |                  |  |                 |            |            |            |  |           |        |        |        |
|  | 13               | San Paolo        | 1                | 0                |                 |                 |                  |                  |                  |  |                 |            |            |            |  | LDU Quito | 0      | 0      |        |
|  |                  |                  |                  |                  |                 |                 |                  |                  |                  |  |                 |            |            |            |  | LDU Quito | 0      | 0      |        |
|  |                  | Univ. de Chile   | 1                | 3                |                 |                 |                  |                  |                  |  |                 |            |            |            |  |           |        |        |        |
|  | 2                | Univ. de Chile   | 1                | 3                | Univ. de Chile  | 4               | 1                |                  |                  |  |                 |            |            |            |  |           |        |        |        |
|  | 2                |                  |                  |                  | Univ. de Chile  | 4               | 1                |                  |                  |  |                 |            |            |            |  |           |        |        |        |
|  | 15               | Flamengo         | 0                | 0                |                 |                 |                  |                  |                  |  |                 |            |            |            |  |           |        |        |        |
|  | 15               | Flamengo         | 0                | 0                |                 | Univ. de Chile  | 2                | 3                |                  |  |                 |            |            |            |  |           |        |        |        |
|  |                  |                  |                  |                  |                 | Univ. de Chile  | 2                | 3                |                  |  |                 |            |            |            |  |           |        |        |        |
|  |                  | Arsenal Sarandì  | 1                | 0                |                 |                 |                  |                  |                  |  |                 |            |            |            |  |           |        |        |        |
|  | 7                | Arsenal Sarandì  | 1                | 0                | Arsenal Sarandì | 0               | 3                |                  |                  |  |                 |            |            |            |  |           |        |        |        |
|  | 7                |                  |                  |                  | Arsenal Sarandì | 0               | 3                |                  |                  |  |                 |            |            |            |  |           |        |        |        |
|  | 10               | Olimpia          | 0                | 2                |                 |                 |                  |                  |                  |  |                 |            |            |            |  |           |        |        |        |
|  | 10               | Olimpia          | 0                | 2                |                 |                 |                  |                  |                  |  | Univ. de Chile  | 1          | 2          |            |  |           |        |        |        |
|  |                  |                  |                  |                  |                 |                 |                  |                  |                  |  | Univ. de Chile  | 1          | 2          |            |  |           |        |        |        |
|  |                  | Vasco da Gama    | 1                | 0                |                 |                 |                  |                  |                  |  |                 |            |            |            |  |           |        |        |        |
|  | 6                | Vasco da Gama    | 1                | 0                | Universitario   | 1               | 1 (3)            |                  |                  |  |                 |            |            |            |  |           |        |        |        |
|  | 6                |                  |                  |                  | Universitario   | 1               | 1 (3)            |                  |                  |  |                 |            |            |            |  |           |        |        |        |
|  | 11               | Godoy Cruz       | 1                | 1 (2)            |                 |                 |                  |                  |                  |  |                 |            |            |            |  |           |        |        |        |
|  | 11               | Godoy Cruz       | 1                | 1 (2)            |                 | Universitario   | 2                | 2                |                  |  |                 |            |            |            |  |           |        |        |        |
|  |                  |                  |                  |                  |                 | Universitario   | 2                | 2                |                  |  |                 |            |            |            |  |           |        |        |        |
|  |                  | Vasco da Gama    | 0                | 5                |                 |                 |                  |                  |                  |  |                 |            |            |            |  |           |        |        |        |
|  | 3                | Vasco da Gama    | 0                | 5                | Vasco da Gama   | 1               | 8                |                  |                  |  |                 |            |            |            |  |           |        |        |        |
|  | 3                |                  |                  |                  | Vasco da Gama   | 1               | 8                |                  |                  |  |                 |            |            |            |  |           |        |        |        |
|  | 14               | Aurora           | 3                | 3                |                 |                 |                  |                  |                  |  |                 |            |            |            |  |           |        |        |        |

### Ottavi di finale
| Squadra 1      | Totale            | Squadra 2       | Andata | Ritorno |
| -------------- | ----------------- | --------------- | ------ | ------- |
| Univ. Catolica | 1 – 3             | Vélez Sársfield | 0 – 2  | 1 – 1   |
| Botafogo       | 2 – 5             | Santa Fe        | 1 – 1  | 1 – 4   |
| LDU Quito      | 2 – 1             | Independiente   | 2 – 0  | 0 – 1   |
| San Paolo      | 1 – 2             | Libertad        | 1 – 0  | 0 – 2   |
| Flamengo       | 0 – 5             | Univ. de Chile  | 0 – 4  | 0 – 1   |
| Olimpia        | 2 – 3             | Arsenal Sarandì | 0 – 0  | 2 – 3   |
| Godoy Cruz     | 2 – 2 (2 – 3 dtr) | Universitario   | 1 – 1  | 1 – 1   |
| Aurora         | 6 – 9             | Vasco da Gama   | 3 – 1  | 3 – 8   |

### Quarti di finale
| Squadra 1       | Totale            | Squadra 2      | Andata | Ritorno |
| --------------- | ----------------- | -------------- | ------ | ------- |
| Vélez Sársfield | 4 – 3             | Santa Fe       | 1 – 1  | 3 – 2   |
| LDU Quito       | 2 – 2 (5 – 4 dtr) | Libertad       | 1 – 0  | 0 – 1   |
| Arsenal Sarandì | 1 – 5             | Univ. de Chile | 1 – 2  | 0 – 3   |
| Universitario   | 4 – 5             | Vasco da Gama  | 2 – 0  | 2 – 5   |

### Semifinali
| Squadra 1     | Totale | Squadra 2       | Andata | Ritorno |
| ------------- | ------ | --------------- | ------ | ------- |
| Vasco da Gama | 1 – 3  | Univ. de Chile  | 1 – 1  | 0 – 2   |
| LDU Quito     | 3 – 0  | Vélez Sársfield | 2 – 0  | 1 – 0   |

### Finale
| Squadra 1 | Totale | Squadra 2      | Andata | Ritorno |
| --------- | ------ | -------------- | ------ | ------- |
| LDU Quito | 0 – 4  | Univ. de Chile | 0 – 1  | 0 – 3   |

#### Andata
| Arbitro: | Abal |

| |            | |
| | Marcatori  | 43’ Vargas |
| · Alexander Domínguez - P · Jorge Guagua - D · Norberto Araujo - D · 54’ Diego Calderón - D · 81’ Néicer Reasco - D · Fernando Hidalgo - C · Lucas Acosta - C · Paúl Ambrosi - C · 77’ Ezequiel González - C · Hernán Barcos - A · 46’ Claudio Bieler - A · 46’ Luis Bolaños - C · 81’ Enrique Gámez - C | Formazioni | · P - Johnny Herrera 87’ · D - Osvaldo González · D - Marcos González · D - José Rojas · C - Albert Acevedo · C - Matías Rodríguez · C - Charles Aránguiz 88’ · C - Eugenio Mena · C - Marcelo Díaz · A - Eduardo Vargas 51’ 90+1’ · A - Gustavo Canales 57’ 73’ · A - Francisco Castro 73’ · C - Guillermo Marino 88’ · C - Paulo Magalhaes 90+1’ |
| Edgardo Bauza | Allenatori | Jorge Sampaoli |

#### Ritorno
| Arbitro: | Wilson Seneme |

| |            | |
| Vargas 3’ 87’ Lorenzetti 80’ | Marcatori  | |
| · Johnny Herrera - P · 57’ Osvaldo González - D · Marcos González - D · José Rojas - D · 64’, 85’ Matías Rodríguez - C · Charles Aránguiz - C · 30’ Marcelo Díaz - C · Eugenio Mena - C · 53’ Francisco Castro - C · Eduardo Vargas - A · 86’ Gustavo Canales - A · 53’ Gustavo Lorenzetti - A · 86’ Diego Rivarola - A | Formazioni | · P - Alexander Domínguez · D - Néicer Reasco 53’ · D - Jorge Guagua 67’ · D - Norberto Araujo · D - Diego Calderón · C - Paúl Ambrosi · C - Lucas Acosta · C - Fernando Hidalgo 9’ · C - Ezequiel González 39’ · C - Luis Bolaños 73’ · A - Hernán Barcos 26’ · C - Enrique Gámez 53’ · A - Walter Calderón 73’ |
| Jorge Sampaoli | Allenatori | Edgardo Bauza |

## Classifica marcatori
| Gol |  |  | Giocatore            | Squadra              |
| --- |  |  | -------------------- | -------------------- |
| 11  |  |  | Eduardo Vargas       | Universidad de Chile |
| 7   |  |  | Hernán Barcos        | Liga de Quito        |
| 4   |  |  | Bernardo             | Vasco da Gama        |
| 4   |  |  | Guillermo Franco     | Vélez Sársfield      |
| 4   |  |  | Omar Sebastián Pérez | Santa Feon           |
| 4   |  |  | Óscar Rodas          | Santa Feon           |
| 4   |  |  | Raúl Ruidíaz         | Universitario        |
| 3   |  |  | Alecsandro           | Vasco da Gama        |
| 3   |  |  | Augusto Andaveris    | Aurora               |
| 3   |  |  | Luis Bolaños         | Liga de Quito        |
| 3   |  |  | Gustavo Canales      | Universidad de Chile |
| 3   |  |  | Pablo Zeballos       | Olimpia              |